# Ca n'Alluny
Ca n'Alluny és una casa-museu situada a Deià, Mallorca. Fou la residència de l'escriptor anglès Robert Graves (1895-1985) des de 1932 fins a la seva mort, exceptuant el període de 1936 a 1946 en què va partir de Mallorca per por de la Guerra Civil.
El 2006 fou convertida en la Casa Museu de Robert Graves, gestionada per la Fundació Robert Graves. Es troba a la carretera Ma-10 entre Deià i Sóller, més o manco a un quilòmetre del centre de Deià.
La casa i el jardí que la rodegen conserven gran part del seu aspecte original i es poden veure la cuina, la sala, la impremta, l'estudi de l'escriptor, l'estudi que va ocupar na Laura Riding entre 1932 i 1936 i l'estudi de na Beryl, la segona dona d'en Graves. També s'hi poden veure documents originals, fotografies, cartes i documentació personal, així com un vídeo de 14 minuts sobre la vida de l'autor.